# Liste der Kulturdenkmäler in Dornholzhausen (Rhein-Lahn-Kreis)
In der Liste der Kulturdenkmäler in Dornholzhausen sind alle Kulturdenkmäler der rheinland-pfälzischen Ortsgemeinde Dornholzhausen aufgeführt. Grundlage ist die Denkmalliste des Landes Rheinland-Pfalz (Stand: 8. Dezember 2023).

## Einzeldenkmäler
| Bezeichnung              | Lage                       | Baujahr                     | Beschreibung                                                                                    | Bild |
| ------------------------ | -------------------------- | --------------------------- | ----------------------------------------------------------------------------------------------- | ---- |
| Schulhaus                | Ringstraße, bei Nr. 6 Lage | Anfang des 20. Jahrhunderts | ehemalige Schule; eingeschossiger Backsteinbau, teilweise verputzt, Anfang des 20. Jahrhunderts | BW   |
| Evangelische Pfarrkirche | Ringstraße 11 Lage         | 13. Jahrhundert             | Saalbau, 1777, im Kern aus dem 13. Jahrhundert                                                  | BW   |
| Wohnhaus                 | Ringstraße 22 Lage         | 18. Jahrhundert             | Fachwerkhaus, teilweise massiv, 18. Jahrhundert, Kniestock um 1900                              | BW   |
| Wohnhaus                 | Zum Limes 6 Lage           | Mitte des 19. Jahrhunderts  | Fachwerkhaus, wohl aus der Mitte des 19. Jahrhunderts                                           | BW   |